# Дическу, Ион
Ио́н Дик-Диче́ску (рум. Ion Dicescu, Ива́н О́сипович Дик (рум. Dic), май 1893, Бухарест, — апрель 1938, Москва) — румынский коммунист-интернационалист, участник Октябрьской революции в России, был знаком с Лениным.

## Биография
Родился в семье маляра. Окончил семь классов. С 1909 г. участвует в рабочем движении. В 1910 г. вступает в социал-демократическую партию Румынии, где в 1910—1912 гг. работает одним из редакторов газеты «Рабочая Румыния» (рум. România muncitoare). В Первую мировую войну в 1916 г. дезертирует из армии. Перебравшись в Петроград, в апреле 1917 г. вступает в РКП(б), становится корреспондентом «Правды». Участвует в Великой Октябрьской социалистической революции, в ноябре—декабре 1917 г. — работает в НКИДе. В 1918 г. назначен комиссаром румынского ВРК в Одессе, Севастополе, Феодосии и Яссах, где работает совместно с Христианом Раковским. С апреля 1919 по декабрь 1920 гг. служит политкомиссаром на Восточном, Туркестанском, Юго-Западном и Южном фронтах гражданской войны. В 1921—1922 гг. — слушатель Военной академии им. Фрунзе.
В 1924 г. — один из членов инициативной группы во главе с Котовским по созданию Молдавской АССР. Принимал активное участие в дискуссии между «самобытниками», отстаивавшие идею литературного молдавского языка на основе диалектов Приднестровья, и «румынизаторами», ориентировавшимися на литературные румынские нормы. Он выступал за радикальную румынизацию в МАССР.
С 1922 по 1937 гг. — работает преподавателем в Коммунистическом университете национальных меньшинств Запада имени Мархлевского и Коммунистическом университете трудящихся Востока в Москве. Служил  в архиве ЦСУ СССР. Репрессирован вместе с группой румынских коммунистов (в том числе и с Александру Доброджану-Геря): арестован 5 апреля 1937 г., расстрелян 4 января 1938 г., посмертно реабилитирован.

## Семья
- Жена — Ядвига Михайловна Дик-Киркилло, (1895—1961) с 1937 по 1947 была репрессирована.
  - Дочь — Бибиса Ивановна Дик-Киркилло, (1925—1978) — жена писателя Льва Гинзбурга.
- Отец детского писателя Иосифа Дика (1922—1984).